# Scalisetosus glabrus
Scalisetosus glabrus är en ringmaskart som beskrevs av Hartman 1975. Scalisetosus glabrus ingår i släktet Scalisetosus och familjen Polynoidae. Inga underarter finns listade i Catalogue of Life.